# Rajd Karkonoski 2011
26. Rajd Karkonoski – 26. edycja Rajdu Karkonoskiego. Był to rajd samochodowy rozgrywany od 10 do 12 czerwca 2011 roku. Bazą rajdu było miasto Jelenia Góra. Była to trzecia runda Rajdowych Samochodowych Mistrzostw Polski w roku 2011. Rajd składał się z dwunastu odcinków specjalnych.

## Wyniki końcowe rajdu[1]
| Miejsce | Kierowca             | Pilot             | Samochód                   | Czas      | Strata  | Grupa Klasa | Punkty |
| ------- | -------------------- | ----------------- | -------------------------- | --------- | ------- | ----------- | ------ |
| 1       | Bryan Bouffier       | Xavier Panseri    | Peugeot 207 S2000          | 1:22:45.4 | –       | S2/R4       | 39     |
| 2       | Kajetan Kajetanowicz | Jarosław Baran    | Subaru Impreza STi R4      | 1:23:34.3 | +48.9   | S2/R4       | 37     |
| 3       | Grzegorz Grzyb       | Daniel Siatkowski | Peugeot 207 S2000          | 1:24:29.4 | +1:44.0 | S2/R4       | 31     |
| 4       | Michał Sołowow       | Maciej Baran      | Ford Fiesta S2000          | 1:24:41.4 | +1:56.0 | S2/R4       | 23     |
| 5       | Leszek Kuzaj         | Jakub Gerber      | Mitsubishi Lancer Evo X R4 | 1:26:02.6 | +3:17.2 | S2/R4       | 20     |
| 6       | Tomasz Kuchar        | Daniel Dymurski   | Mitsubishi Lancer Evo V    | 1:26:21.2 | +3:35.8 | HRP         | 18     |
| 7       | Michał Bębenek       | Grzegorz Bębenek  | Mitsubishi Lancer Evo X R4 | 1:26:25.9 | +3:40.5 | S2/R4       | 11     |
| 8       | Tomasz Czopik        | Przemyslaw Zawada | Mitsubishi Lancer Evo IX   | 1:26:57.8 | +4:12.4 | N4          | 9      |
| 9       | Wojciech Chuchała    | Ryszard Ciupka    | Subaru Impreza TMR 10      | 1:29:40.5 | +6:55.1 | N4          | 3      |
| 10      | Mariusz Stec         | Joanna Madej      | Mitsubishi Lancer Evo IX   | 1:30:12.0 | +7:26.6 | N4          | 4      |